# 徳永進
徳永 進（とくなが すすむ、1948年 - ）は、日本の医師、ノンフィクション作家。鳥取県生まれ。鳥取県立鳥取西高等学校、京都大学医学部卒業。鳥取赤十字病院の内科医。1982年、『死の中の笑み』で講談社ノンフィクション賞受賞。83年同作品はNHKドラマ人間模様で「愛と砂丘の町」として放送された。2001年、鳥取市内にホスピスケアのある「野の花診療所」を開設。

## 著書
- 『隔離 らいを病んだ故郷の人たち』ゆみる出版　1982　のち岩波書店同時代ライブラリー：副題「故郷を追われたハンセン病者たち」、岩波現代文庫
- 『死の中の笑み』ゆみる出版　1982
- 『死のリハーサル』ゆみる出版　1986
- 『臨床に吹く風』新興医学出版社　1986　のち岩波書店同時代ライブラリー、岩波現代文庫
- 『話しことばの看護論 ー ターミナルにいあわせて』看護の科学社　1988
- 『病室 ー 教室への伝言』太郎次郎社　1989　「病室から」集英社文庫
- 『形のない家族』思想の科学社　1990　「病気と家族」集英社文庫
- 『カルテの向こうに』新潮社　1992　のち文庫
- 『三月を見る ー 死の中の生、生の中の死』1992　論楽社ブックレット
- 『ターミナル・ケア入門 ー 看護婦さんからの10通の便り』関西看護出版　1992
- 『こんな人に会っちゃった ー 徳永進と12人』看護の科学社　1993
- 『ニセ医者からの出発 ー ドクターSuの妄想』同友館　1993
- 『空を見る ー ぬくもりのターミナルケア』1994　かもがわブックレット
- 『みんなのターミナルケア ー 看護婦さんの便りから』関西看護出版　1994
- 『医療の現場で考えたこと』岩波書店　1995　シリーズー生きる
- 『心のくすり箱』岩波書店　1996　のち現代文庫
- 『臨床という海』看護の科学社　1996
- 『老いと死がやってくる』雲母書房　1998
- 『やさしさ病棟』新潮社　1998　「ホスピス通りの四季」新潮文庫
- 『ナースtoナース』関西看護出版　1999
- 『臨床医のノート』エム・イー振興協会　2001
- 『死の文化を豊かに』筑摩書房　2002　のち文庫
- 『野の花診療所まえ』講談社　2002
- 『野の花診療所の一日』共同通信社　2003
- 『人あかり 死のそばで』ゆみる出版　2004
- 『老いるもよし 臨床のなかの出会い』岩波書店　2005
- 『死ぬのは、こわい?』理論社・よりみちパン!セ 2005　のちイースト・プレス
- 『ナースの広場』関西看護出版　2005
- 『野の道往診』日本放送出版協会　2005
- 『野の花の入院案内』講談社　2006
- 『てんしさん』ミウラナオコ絵　関西看護出版　2009
- 『野の花ホスピスだより』新潮社　2009　のち文庫
- 『こんなときどうする? ー 臨床のなかの問い』岩波書店　2010
- 『わたしだって看取れる』ベストセラーズ　2013
- 『野の花あったか話』岩波書店　2015
- 『在宅ホスピスノート』講談社　2015
- 『団塊69(ロック) ー 臨床医のつぶやき』佼成出版社　2015
- 『どちらであっても ー 臨床は反対言葉の群生地』岩波書店　2016

## 共編著
- 『患者さんが教えてくれたターミナルケア』鳥取赤十字病院ターミナルケア研究会共編著　看護の科学社　2000
- 『ハンセン病 ー 排除・差別・隔離の歴史』沖浦和光共編　岩波書店　2001
- 『いのちの言葉 対談集』柳田邦男、山崎章郎、道浦母都子、高史明、細谷亮太共著　三輪書店　2005
- 『詩と死をむすぶもの ー 詩人と医師の往復書簡』谷川俊太郎共著　2008　朝日新書
- 『ケアの宛先 ー 臨床医、臨床哲学を学びに行く』鷲田清一共著　雲母書房　2014

## 参考
- 野の花ホスピスだより - 紀伊国屋書店BookWeb